# Eremaeozetidae
Die Eremaeozetidae sind eine Familie der Milben. Sie gehören zur Unterordnung der Hornmilben in der Ordnung Sarcoptiformes.

## Merkmale
Die meisten Arten der Familie Eremaeozetidae sind mit einem dicken Cerotegument bedeckt, das meist nur die Beine frei lässt. Sie werden bis zu einem halben Millimeter lang.
Die Arten der Gattung Eremaeozetes haben bis zu 10 Paar Setae auf dem Notogaster, dem sklerotisierten dorsalen Teil des Opisthosomas, die Gattung Mahunkaia besitzt 11 Paar.

## Verbreitung
Die Arten der Familie Eremaeozetidae sind hauptsächlich in den tropischen, teilweise auch in den subtropischen Zonen rund um den Globus verbreitet. Bisher sind sie aus Südamerika, Afrika und dem südlichen Asien bekannt. Viele Arten sind auf einzelnen Inseln Südost- und Ostasiens sowie der Karibik endemisch. Auch auf den Galápagos-Inseln und auf Hawaii wurden Arten dieser Familie entdeckt.

## Lebensraum
Vertreter der Eremaeozetidae leben wie die meisten anderen Hornmilben im Boden und im abgefallenen Laub, wo sie als Saprobionten an der Bodenbildung beteiligt sind. Auch auf epiphytischen Moosen wurden sie gefunden. Sie kommen aber nicht nur in den feuchten Regenwäldern der Tropen, sondern auch in ariden Gebieten vor. Sie wurden auch auf verschiedenen Höhenstufen des Himalaya gefunden.

## Taxonomie und Systematik
Der Name Eremaeozetidae wurde im Jahr 1972 zwei Mal für die Familie vorgeschlagen, einerseits von Eduard Piffl von der Universität Wien und andererseits von János Balogh von der Loránd-Eötvös-Universität in Budapest. Piffl wurde vor der endgültigen Klärung der Priorität meist der Vorzug gegeben, da seine Beschreibung ausführlicher ist.
Typusart der Gattung Eremaeozetes ist Eremaeozetes tuberculatus, eine Milbe, die schon 1913 von Antonio Berlese beschrieben worden war. 2002 wurde von Heinrich Schatz von der Universität Innsbruck die Gattung Mahunkaia, benannt nach dem ungarischen Acarologen Sándor Mahunka, als dritte Gattung neben Eremaeozetes und der monotypischen Gattung Seteremaeozetes beschrieben.
Die Eremaeozetidae wurden 1972 von János Balogh in die Überfamilie Polypterozetoidea und später (1992) in die Überfamilie Cepheoidea gestellt. 2004 wurden sie von Subías zusammen mit den Idiozetidae und den Unduloribatidae zur Überfamilie Unduloribatoidea zusammengefasst. Das Manual of Acarology (2009) folgte dieser Zusammenstellung nicht und begründete für die Eremaeozetidae und Idiozetidae die Überfamilie Eremaeozetoidea.

## Gattungen und Arten
Im Jahr 2010 waren innerhalb der Familie Eremaeozetidae drei Gattungen mit insgesamt 38 Arten beschrieben:
- Eremaeozetes Berlese, 1913
  - Eremaeozetes acutus Covarrubias, 1967 (Chile)
  - Eremaeozetes araucana Monetti, Oppedisano & Fernandez, 1994 (Argentinien)
  - Eremaeozetes arboreus Nubel-Reidelbach & Woas, 1992 (Brasilien)
  - Eremaeozetes betschi Fernandez & Cleva, 2009[6] (Madagaskar)
  - Eremaeozetes bilunatifer Balogh & Mahunka, 1981 (Paraguay)
  - Eremaeozetes capensis Schatz, 2001[7] (Südafrika)
  - Eremaeozetes chancanii Fernandez & Cleva, 2000 (Argentinien)
  - Eremaeozetes costulatus Mahunka, 1977 (Bali und Philippinen)
  - Eremaeozetes darwini Schatz, 2001 (Galapagos-Inseln)
  - Eremaeozetes dividipeltatus Mahunka, 1985 (Inseln über dem Winde (Antillen))
  - Eremaeozetes ephippiger Balogh, 1968 (Neuguinea und Philippinen)
  - Eremaeozetes hanswursti Mahunka, 1999 (Singapur)
  - Eremaeozetes himalayensis Sanyal, 1992 (Himalaya (Indien))
  - Eremaeozetes irenae Schatz, 2001 (Galapagos-Inseln)
  - Eremaeozetes kurozumii Aoki, 1994 (Marianen)
  - Eremaeozetes lineatus Mahunka, 1985 (Inseln über dem Winde (Antillen))
  - Eremaeozetes louisae Schatz, 2003 (Südafrika)
  - Eremaeozetes machadoi Mahunka, 1989 (Angola und Südafrika)
  - Eremaeozetes maculosus Mahunka, 1995 (Brunei (Borneo))
  - Eremaeozetes nasutus Schatz, 2003 (Südafrika)
  - Eremaeozetes octomaculatus Hammer, 1973 (Samoa, Philippinen und Japan)
  - Eremaeozetes reticulatus Balogh, 1958 (Angola und Annobón (Äquatorialguinea))
  - Eremaeozetes rogersi Schatz, McAloon & Hagan, 2006 (Georgia (USA))
  - Eremaeozetes roguini Mahunka, 1998 (St. Lucia (Inseln über dem Winde))
  - Eremaeozetes sabinae Schatz, 2000 (Hawaii)
  - Eremaeozetes spathulatus Balogh, 1968 (Neuguinea, Philippinen)
  - Eremaeozetes trifurcus Wen-Zaige, 1994 (Guangdong (Südchina))
  - Eremaeozetes tsavoensis Mahunka, 1987(Kenia)
  - Eremaeozetes tuberculatus Berlese, 1913 (Java, Tahiti, Mexiko)
  - Eremaeozetes undulatus Mahunka, 1985 (Inseln über dem Winde (Antillen))
  - Eremaeozetes ursulae Mahunka, 1985 (Inseln über dem Winde (Antillen))
  - Eremaeozetes verai Pérez-Iñigo & Sarasola, 1995 (Uruguay)
  - Eremaeozetes woelkei Piffl, 1972 (Brasilien)
- Mahunkaia Schatz, 2002
  - Mahunkaia bituberculata (Mahunka, 1983), früher Eremaeozetes bituberculatus (Tansania)
  - Mahunkaia gracilis (Mahunka, 1985), früher Eremaeozetes gracilis (Südafrika)
  - Mahunkaia schwendingeri Mahunka, 2008[8] (Thailand)
  - Mahunkaia tricornis Schatz, 2002 (Südafrika)
- Seteremaeozetes P. Balogh, 1988 (damals als Untergattung)
  - Seteremaeozetes obtectus (P. Balogh, 1988), früher Eremaeozetes (Seteremaeozetes) obtectus (Sri Lanka)